# Manaquí barbat de coll taronja
El manaquí barbat de coll taronja (Manacus aurantiacus) és un ocell de la família dels píprids (Pipridae).

## Hàbitat i distribució
Habita el sotabosc de la selva pluvial, clars i densa vegetació secundària de les terres baixes al vessant del Pacífic del sud-oest de Costa Rica i oest de Panamà.